# Gerbillus hesperinus
Gerbillus hesperinus is een zoogdier uit de familie van de Muridae. De wetenschappelijke naam van de soort werd voor het eerst geldig gepubliceerd door Cabrera in 1936.